# Акробатичний рок-н-рол

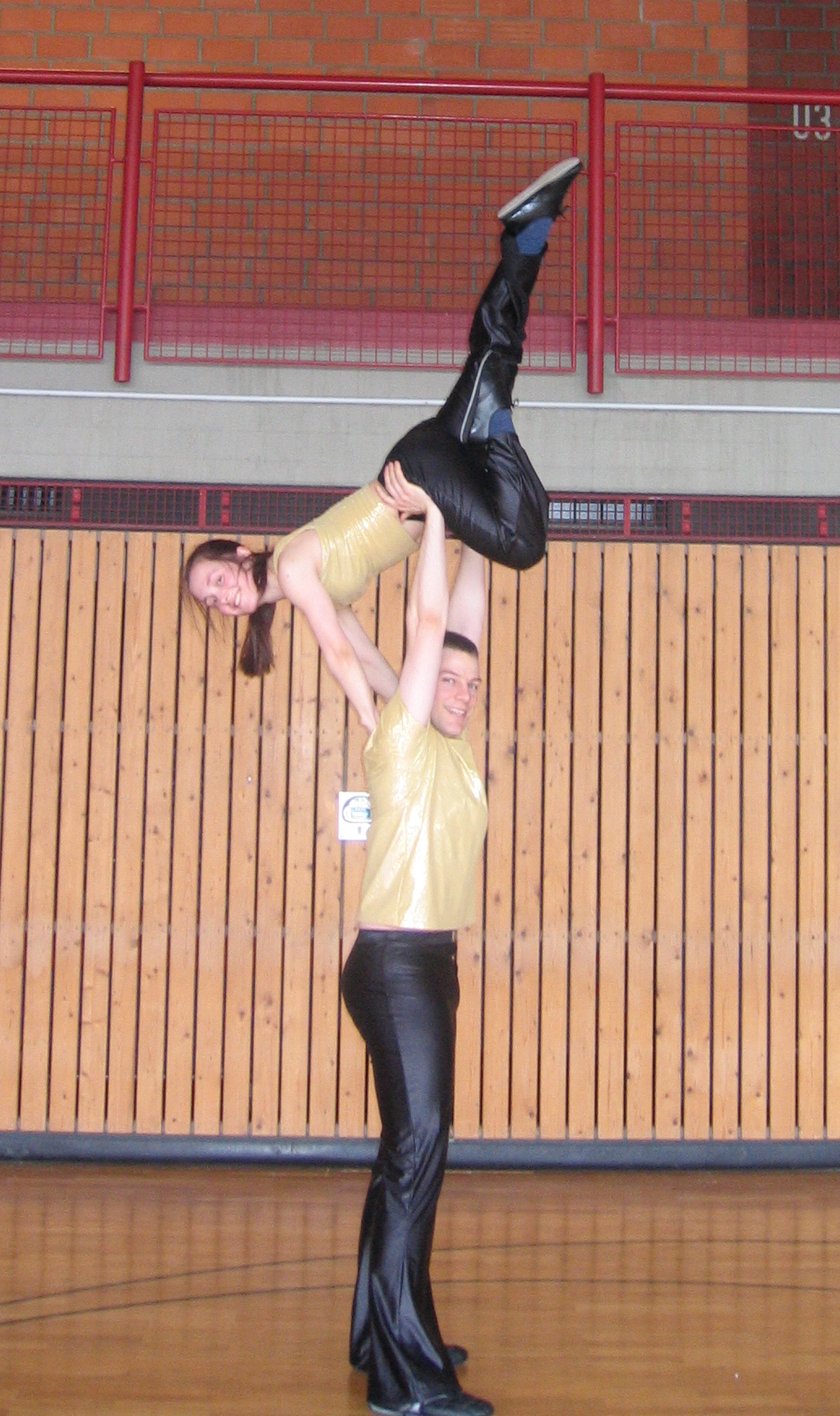
«Лебідь (swan)», популярний акробатичний елемент

Акробатичний рок-н-рол — вид спорту, що поєднує елементи спортивного танцю, спортивної акробатики; змагальна форма танцю, що бере початок від лінді-хопу. Але, на відміну від лінді-хопу, акробатичний рок-н-рол — це постановочний танець, що поєднує танцювальні рухи під ритмічну музику з хореографічними і акробатичними елементами. Його танцюють в парі (партнер і партнерка) або в групі, що складається тільки з дівчат або жінок, і в групі, що складається з пар юніорів або дорослих («формейшн»).